# Limnodrilus profundicola
Limnodrilus profundicola är en ringmaskart som först beskrevs av Addison Emery Verrill 1873.  Limnodrilus profundicola ingår i släktet Limnodrilus och familjen glattmaskar. Arten är reproducerande i Sverige. Inga underarter finns listade i Catalogue of Life.